# Creglino
Creglino (in croato Hreljin, già Piket, in italiano anche Picchetto) è un centro abitato della Croazia, frazione della città di Buccari, sopra il golfo di Buccarizza.

## Storia
L'abitato di Creglino è posto su un altopiano al di sopra di Buccarizza; nel punto più elevato dell'insediamento sorge un'ala della fortezza che apparteneva ai Frangipane, e dal 1550 al 1671, agli Zrini.

L'ex chiesa parrocchiale dell'antico abitato, ad una navata, era dedicata a San Giorgio (Sv. Juraj); fu trasformata tra il XVI e Il XVII secolo in un edificio a tre navate.

L'abitato fu abbandonato dalla popolazione nel XVIII secolo quando gli abitanti si trasferirono vicino alla nuova strada Carolina (costruita nel 1726), che da Creglino si stacca dalla strada romana di Segna e attraversa i passi di Berdo (Brdo), 913 m, sopra Slobino (Zlobin), e di Porta Liburnica (Vrata), 790 m, dirigendosi a Karlovac. La località in cui fu costruito il nuovo paese di Creglino si chiamava in precedenza Picchetto (Piket), toponimo proveniente dall'epoca di Napoleone quando la guardia francese (in francese "piquet") era di stanza sul quel territorio.

Il tesoro della chiesa di San Giorgio fu trasferito, alla fine del XVIII secolo, nella nuova chiesa parrocchiale, della stessa epoca, in stile barocco, che porta lo stesso nome. Un possente campanile quadrato è posto sopra la facciata della chiesa che domina dall'alto le piccole case del paese.